# Domenico Dragonetti
Domenico Carlo Maria Dragonetti, zwany Il Drago (ur. 7 kwietnia 1763 w Wenecji, zm. 16 kwietnia 1846 w Londynie) – włoski kontrabasista i kompozytor.

## Życiorys
Do 30 roku życia mieszkał w rodzinnej Wenecji. Grał na kontrabasie w katedrze Świętego Marka i w Teatrze Wielkim w Vicenzy. Dzięki niesłychanej na owe czasy wirtuozerii w grze na kontrabasie uzyskał znaczną sławę w Europie, nie opuszczając rodzimych Włoch. Zrezygnował z podpisania wielu intratnych kontraktów i propozycji pracy za granicą, z zaproszeniem od cara Rosji włącznie. W 1794 w końcu wyjechał, aby podjąć pracę w orkiestrze Teatru Królewskiego w Londynie, gdzie spędził resztę swojego życia.
Regularnie grywał koncerty w londyńskim Towarzystwie Filharmonicznym (Philharmonic Society of London), a także na zaproszenia osób prywatnych. W tym okresie poznał Josepha Haydna i Ludwiga van Beethovena, którego wielokrotnie następnie odwiedzał w Wiedniu i któremu osobiście zademonstrował możliwości kontrabasu jako instrumentu solowego. Dragonetti przeszedł do historii także jako twórca smyczka, zwanego od jego nazwiska smyczkiem Dragonettiego.

## Wartościowe instrumenty
Dragonetti był zapalonym kolekcjonerem obrazów, tabakier, lalek oraz instrumentów, wśród których obok kontrabasu Gaspara Bertolottiego da Salò „Dragonetti”, było troje skrzypiec Antonia Stradivardiego: „Dragonetti” (1700), „Rivaz, Baron Gutmann” (1707), „Dragonetti, Milanollo” (1728) oraz skrzypce Bartolomeo Giuseppe Guarneriego „Dragonetti, Walton” (1742).

## Twórczość
Jako kompozytor był samoukiem. Komponował koncerty i utwory koncertowe na kotrabas z towarzyszeniem orkiestry; kwintety (na kontrabas solo, skrzypce, dwie altówki i basso continuo), duety na wiolonczelę i kontrabas, wariacje na temat popularnych arii operowych na kontrabas solo, partie kontrabasu obbligato do arii operowych, a także pieśni, utwory fortepianowe i kaprysy na skrzypce. 